# Абрановце
Абрановце або Абранівці (словац. Abranovce) — село, громада в Пряшівському окрузі, Пряшівський край, Словаччина. Розташоване в центральній частині східної Словаччини, у північній часнтині Кошицької улоговини, на західних схилах Солоних гір.

## Історія
Уперше село згадується у 1320 році.

## Храм
У селі є греко-католицька церква рождества Пресвятої Богородиці з 1868 року, посвячена 28 вересня 1868. Будівля не визначається певним стилем, має елементи неоготики та неокласицизму.

## Населення
| Рік:            | 1994. | 2004.   | 2014.    | 2024.    |
| --------------- | ----- | ------- | -------- | -------- |
| Кількість осіб: | 510   | 548     | 644      | 734      |
| Різниця:        |       | +7,45 % | +17,51 % | +13,97 % |

| Рік:            | 2023. | 2024.   |
| --------------- | ----- | ------- |
| Кількість осіб: | 715   | 734     |
| Різниця:        |       | +2,65 % |

У селі проживає 677 осіб. 2011 року греко-католицьку громаду становило 145 парафіян.

### Відомі постаті
- Ян (Іоан) Гірка (1923–2014) — пряшівський греко-католицький єпископ, емерит, уродженець села, висвячений єпископом Василем Гопком.